# Округ Гвадалуп (Њу Мексико)
Гвадалуп (енгл. Guadalupe County) је округ у америчкој савезној држави Њу Мексико.

## Демографија
По попису из 2010. године број становника је 4.687, што је 7 (0,1%) становника више него 2000. године.
| Група             | 2000.         | 2010.         |
| Белци             | 724 (15,5%)   | 753 (16,1%)   |
| Афроамериканци    | 62 (1,3%)     | 79 (1,7%)     |
| Азијати           | 25 (0,5%)     | 62 (1,3%)     |
| Хиспаноамериканци | 3.801 (81,2%) | 3.730 (79,6%) |
| Укупно            | 4.680         | 4.687         |